# 马铃薯
馬鈴薯，属茄科茄属多年生草本植物，块茎可供食用，是全球第四大重要的粮食作物，仅次于稻米、玉米和小麦。原產於南美洲秘魯與玻利維亞境內的安地斯山脈。馬鈴薯的人工栽培最早可追溯到大约公元前8000年到公元前5000年的秘鲁南部地区。大航海時代馬鈴薯與其他物種被裝船帶回歐亞大陸的菜單當中，現在是歐美地區許多國家的主食，為世界第四大主食作物。

## 名称
「马铃薯」一名最早见于大清康熙年间福建《松溪县县志·食货》。中国东北、天津称土豆，华北称山药蛋，中國西北、兩湖至雲貴地區称洋芋，江浙称洋番芋、洋山芋、洋芋艿（宁波）或芋艿（慈城），广府称薯仔，潮汕称荷蘭薯，厦门称番仔番薯。在台灣、大马、新加坡、日本稱馬鈴薯（華語、臺灣台語、福建話、客家話、日本語）或荷蘭薯（臺灣台語）。其它称呼如爪哇薯、白薯、土芋、地豆、土蛋、土生、香芋、洋山药、山药豆、阳（杨）芋等。馬鈴薯一名源自其形態似古代用的馬鈴。
英语的「potato」源自西班牙语「patata」（红薯）一詞。西班牙皇家学院稱，此西班牙词汇由泰诺语「batata」（红薯）和克丘亞語「papa」（馬鈴薯）混成而来。在拉丁美洲，“馬鈴薯”稱「papa」。

## 特性
多年生草本，但作一年生或一年两季栽培。地下块茎呈圆、卵、椭圆等形，有芽眼，皮红、黄、白或紫色。地上茎呈棱形，有毛。奇数羽状复叶。聚伞花序顶生，花白、红或紫色。浆果（马铃薯果）呈球形，绿或紫褐色。种子肾形，

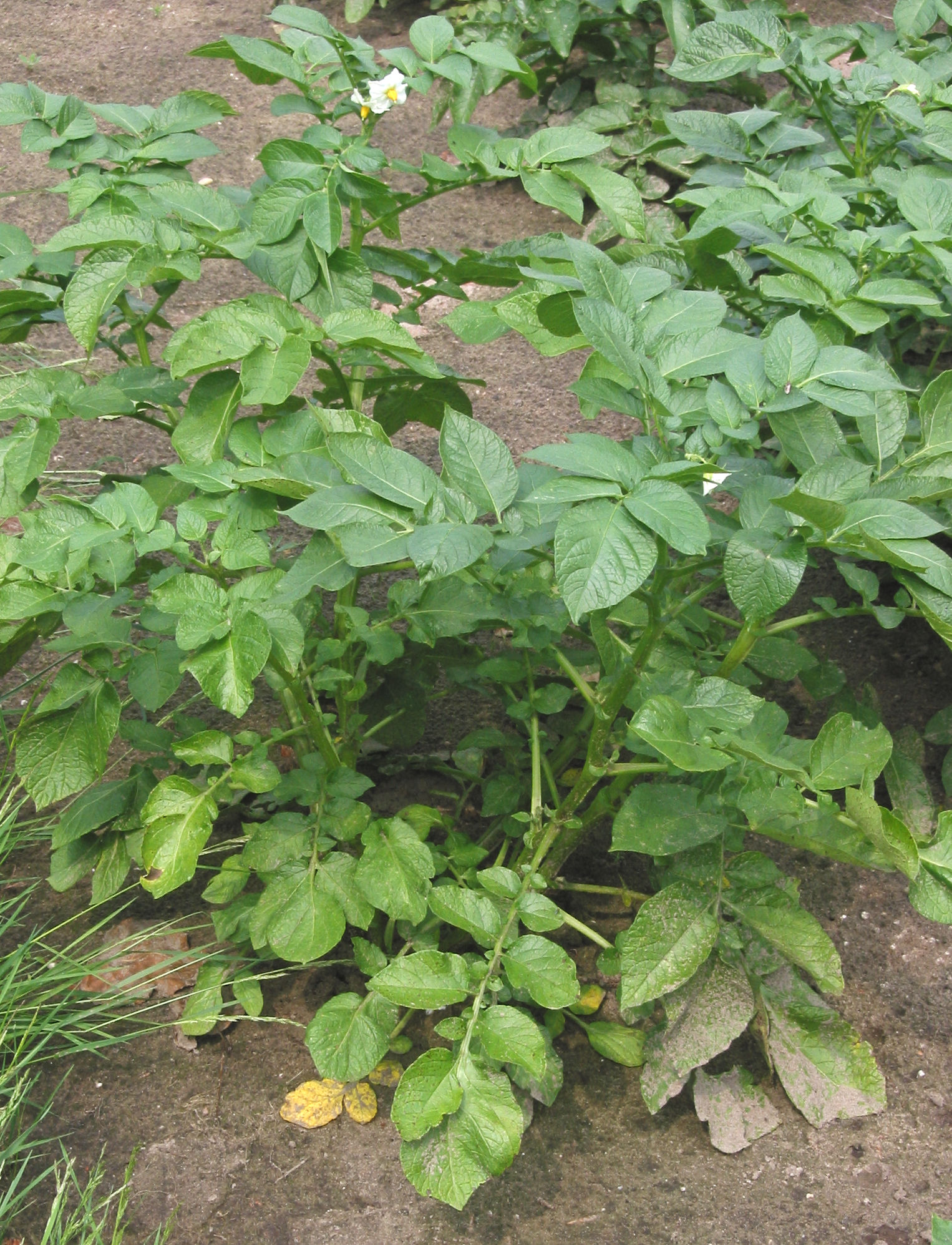
植株
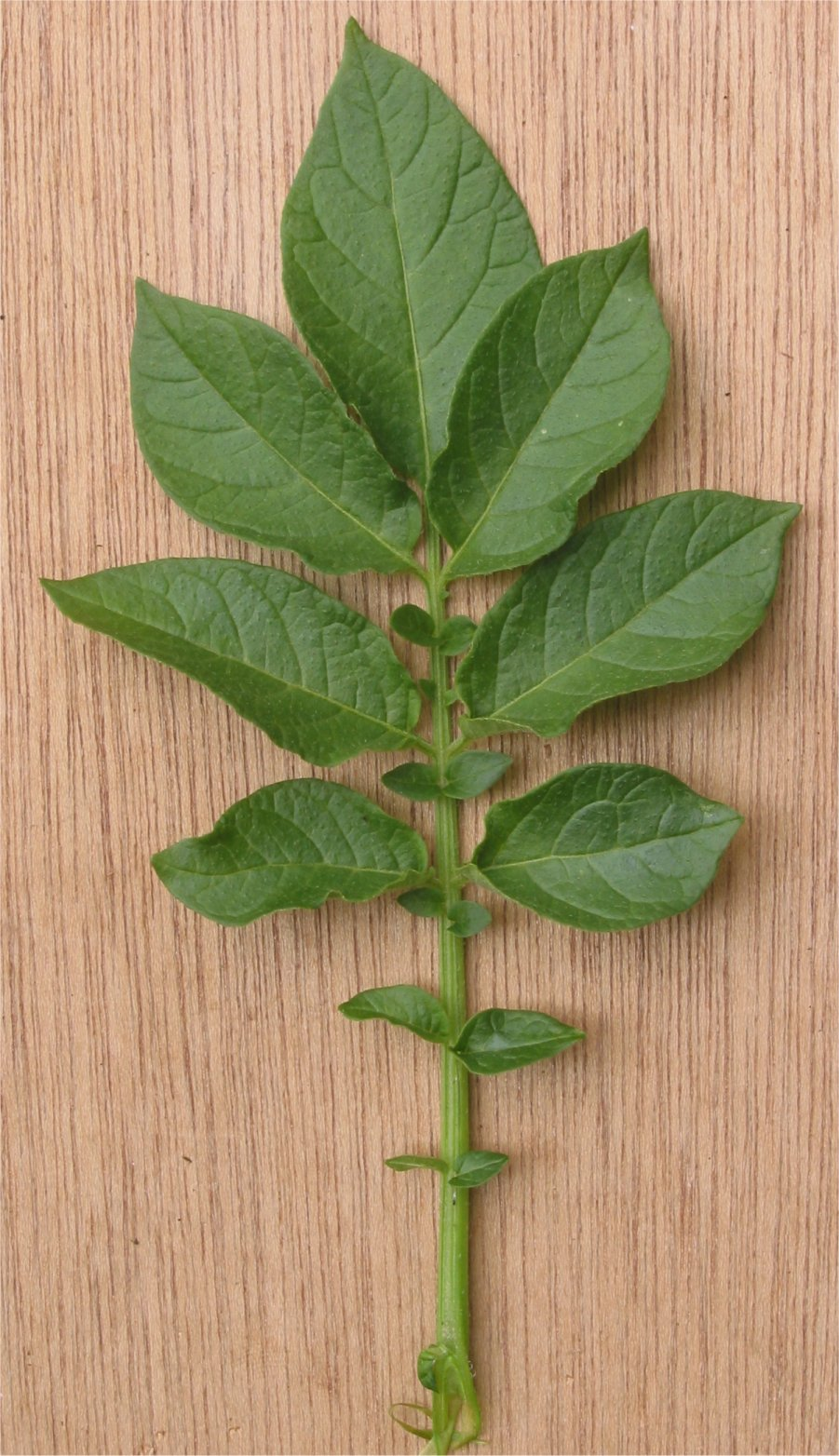
葉
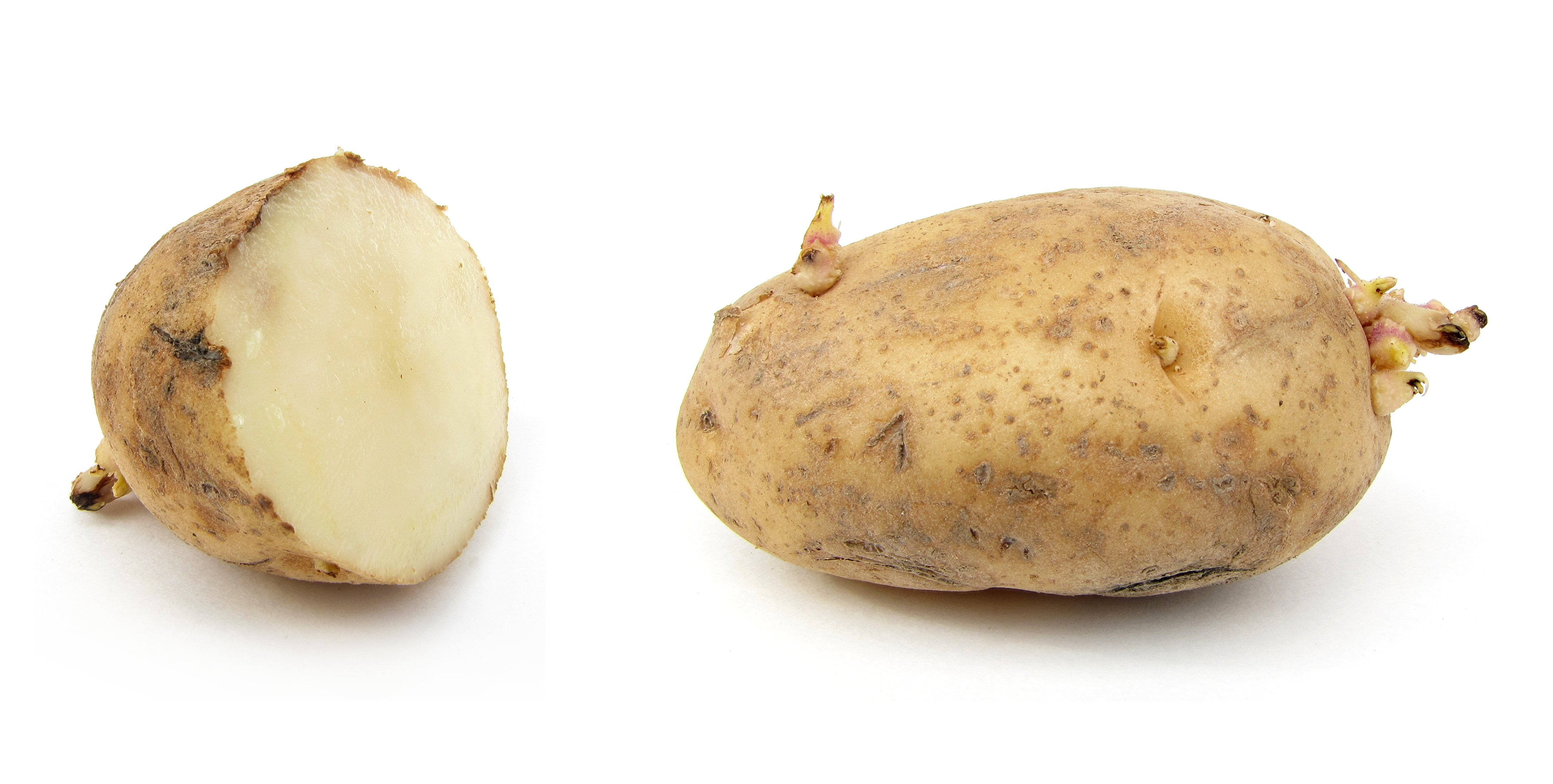
塊莖
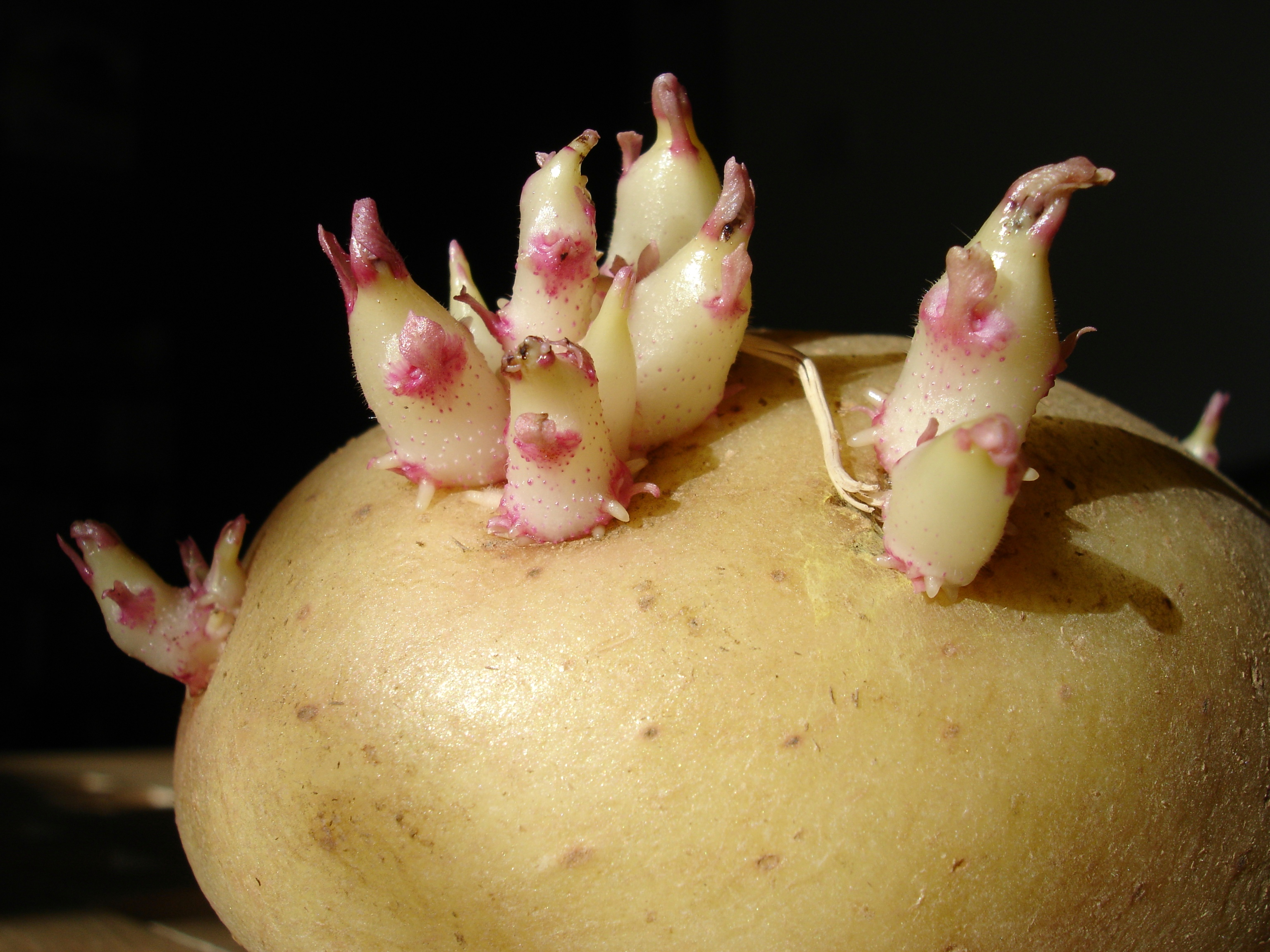
芽
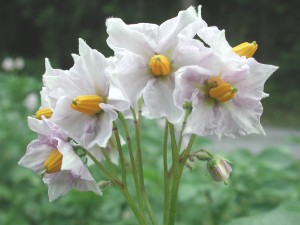
花
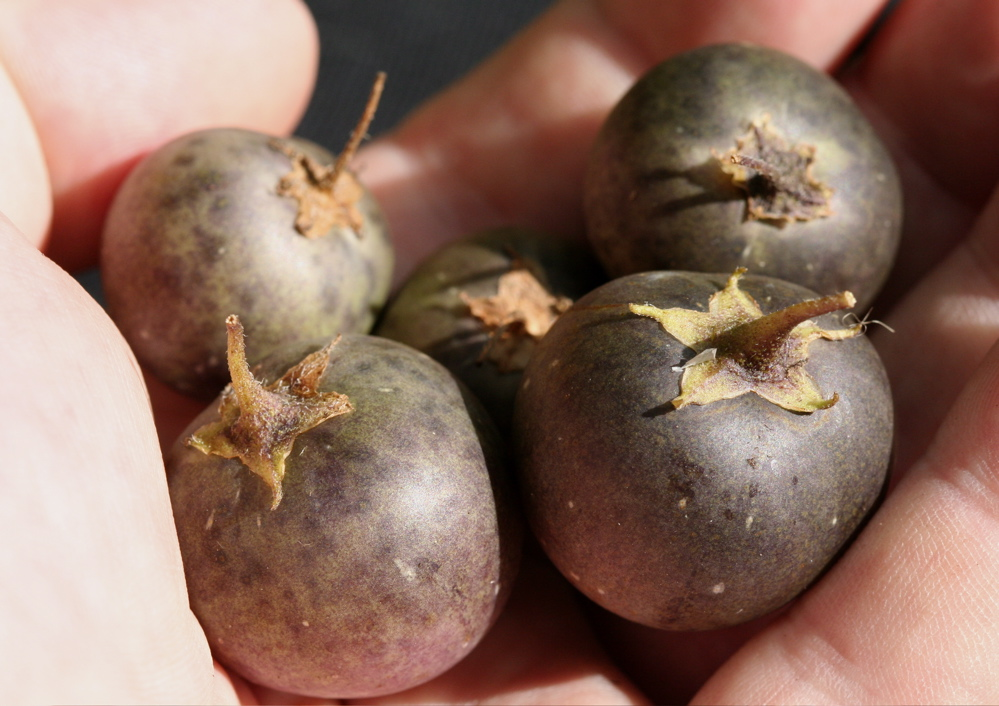
果实（马铃薯果）

## 基因
馬鈴薯在全世界广泛种植。为纪念馬鈴薯种植起源於秘鲁，1971年，利马市成立国际馬鈴薯中心，中心拥有一个ISO认证的馬鈴薯胚质收藏库。在那里收藏5,000种馬鈴薯，其中有3,000多种都是在秘鲁发现的。
2006年，由荷兰瓦赫宁恩大学发起和筹划国际馬鈴薯基因组测序协作组。研究的目的就是建立一份馬鈴薯的物理图谱和获得完整确切的馬鈴薯基因组序列。基因组序列将帮助科学家们从分子水平上了解馬鈴薯是如何生长、发育和繁殖的，从而有助于继续提高馬鈴薯品种的产量、品质和抗病性，还可加速新品种的培育。这个计划获得了来自14个国家的29个研究机构的支持。2009年，馬鈴薯基因组序列框架图的完成。确定了馬鈴薯的基因组有12条染色体，8,400万个碱基对。该框架图覆盖了95％以上的基因。2011年，《自然》杂志发表了该调查的结果。

## 歷史
馬鈴薯的人工栽培最早可追溯到大约公元前8000年到公元前5000年。由美国威斯康辛大学发起的研究，通过在350種不同的馬鈴薯上使用遗传标记，最终确定全世界的馬鈴薯都起源于今天的秘鲁南部所在区域种植的馬鈴薯，从那里逐渐向南美的北部和南部传播出来。随着西班牙征服印加帝国，馬鈴薯在16世纪下半叶被西班牙人带回到欧洲传播开来。然后再被欧洲的探险者和殖民者带到全世界各地。在馬鈴薯被传入欧洲的早期，它的消耗量并不是很大，甚至在剛引進至英國愛爾蘭時，有很長的一段時間，馬鈴薯都只是作為奇花異草觀賞。到了19世纪欧洲人口膨胀时期，馬鈴薯已经成为重要的食物和农作物。根据保守估计，馬鈴薯的引进在1700年至1900年间至少造成旧大陆四分之一的人口增长以及促进了欧洲的城市化过程。在1845年至1848年之间，一场名为“晚疫病”（late blight）的瘟疫袭击了欧洲的馬鈴薯种植业，严重破坏馬鈴薯种植。爱尔兰受灾最重，导致大饥荒（馬鈴薯饥荒），至少有100万人因此死亡，超过200万的爱尔兰人出逃，其中大约4分之3移民到美国。
馬鈴薯從何时、何地传入中国，目前尚难确切断定。根据陕西省兴平县县志和1700年修的福建省松溪县县志的记载，16世紀至19世纪时已分别由西北和华南通过多種途径传入中国。根據明朝的記載和著述，也有学者认为早在16世纪的明朝萬曆年間，馬鈴薯就传入中国。馬鈴薯在17世紀由荷蘭人傳入臺灣，馬鈴薯在臺灣的專業栽培約於1914年開始。

## 產量分布

2019年馬鈴薯产量分布。

在2022年，馬鈴薯的世界产量已经达到了3亿7,400万吨。其中中華人民共和國产量以接近全球四分之一產量的9,557万吨名列世界第一。其餘主要生產國還有印度與烏克蘭。
中国馬鈴薯的主产区是西南山区、西北、内蒙古和东北地区。其中以西南山区的播种面积最大，约占全国总面积的三分之一。黑龙江省是中国最大的馬鈴薯种植基地。在台灣，大多利用水稻一期與二期之間空檔栽種，以雲林縣斗南鎮為主要產區，另外於台中市豐原區、嘉義縣溪口鄉及台南市下營區等地也有種植。
2005年11月，在聯合國糧食及農業組織大會上，秘魯常駐代表提出一項尋求將世界關注重點轉移到馬鈴薯對糧食安全以及增強發展中國家對于馬鈴薯種植的重要性的提議，此提議在當年獲得通過，聯合國宣布認定2008年為国际馬鈴薯年。

## 营养
馬鈴薯是目前世界上除了谷物以外，用作人类主食的最重要的粮食作物，主要食用其地下块茎。
馬鈴薯具有很高的营养价值和药用价值。它富含大量碳水化合物，能供给人体大量的热能。馬鈴薯的营养成分也非常全面，含有蛋白质、矿物质（磷、钙等）、维生素等多种成分，有“地下苹果”之称。其所含的维生素C是苹果的10倍，B族维生素是苹果的4倍，各种矿物质是苹果的几倍至几十倍不等，食用后有很好的饱腹感。
馬鈴薯的皮富含綠原酸和硫辛酸。綠原酸有抗氧化和抗癌的功效，硫辛酸可淡斑、防止皮膚老化。馬鈴薯还含有能够帮助预防老年疾病的膳食抗氧化剂以及有利于健康的膳食纤维。
同时，马铃薯是天然无麸质饮食。建议患有乳糜泻疾病或非乳糜性面筋过敏的人应该将马铃薯作为餐桌上的必备菜之一。

## 毒性
馬鈴薯含有一些有毒的生物碱，主要是茄碱和卡茄鹼。馬鈴薯中茄碱含量一般为每公斤30至100毫克，通常认为每公斤200毫克以内食用是安全的，但发芽馬鈴薯芽眼四周和见光变绿部位，茄碱含量可高达每公斤5克，而茄鹼不會因烹煮加熱而分解，因此食用可能會頭痛、噁心、腹瀉。

## 生长和种植
馬鈴薯多用块茎繁殖。性喜冷凉高燥。对土壤的适应力很强，以疏松肥沃的砂质土为佳，但对气候要求凉、冷、燥，在湿热地区虽然也能生长，不过一代以后品質就会退化，需要经常从寒冷地区引进新的种。

### 贮存
馬鈴薯收获后可以贮存到第二年秋天，一般要避光、阴冷、干燥条件贮存，冬季要防冻，春季要避免发芽。

### 品种
馬鈴薯在原产地就有几百个品种，在世界各地又不断地培养新品种，目前全世界有几千个品种，有含淀粉比例较高，适合作为主食的，也有适合作为蔬菜食用的。人们根据不同的用途培养出很多新品种，花色有白色、红色、紫色等品种，地下块茎有圆形、卵形和椭圆形，其皮色有红色、黄色、白色和紫色的不同品种。一般用块茎上的“芽眼”切下播种，如果用种子种植，很快就会产生变异，因此非常容易出现新品种。
另外，馬鈴薯常與土壤内菌種結合因而產生特殊形態馬鈴薯，紐西蘭一對夫婦，於自家後院意外挖到一顆巨大馬鈴薯，重量將近8公斤，經實驗室分析為馬鈴薯與土壤內紐西蘭嗜硫鏈球菌結合而致，經品種改良已能穩定種植出巨型馬鈴薯（別稱巨薯、西瓜馬鈴薯、馬薯、球形薯），現多於速食店中作為食材使用。

## 病害或蟲害

### 病害
- 黴菌
種植時如太過潮濕，可能導致紅麴黴菌感染。患處會出現紅鐵銹般的菌絲，整株都無法生長。
- 真菌

### 害蟲
- 食草瓢蟲
- 介殼蟲
- 蚜蟲
- 蛾
- 金花蟲
- 象鼻蟲於收成後的馬鈴薯上產卵

## 食用
馬鈴薯鲜薯可供烧煮作粮食或蔬菜。但鲜薯块茎体积大，含水量高，运输和长期贮藏有困难。为此，不少馬鈴薯被加工作不同形式的加工食品，如冷凍薯條、洋芋片、馬鈴薯泥、太白粉以及花样繁多的糕点、蛋卷等，为数达100多种，在馬鈴薯国际贸易量已占主要比重。
| 主食：                     | 玉米  | 稻米 | 小麥  | 马铃薯 | 樹薯 | 大豆 | 番薯  | 高粱 | 薯蓣属（含山药） | 香蕉 | 芋头  |
| -------------------------- | ----- | ---- | ----- | ------ | ---- | ---- | ----- | ---- | ---------------- | ---- | ----- |
| 成分（每100g）             | 含量  | 含量 | 含量  | 含量   | 含量 | 含量 | 含量  | 含量 | 含量             | 含量 | 含量  |
| 水分 (g)                   | 10    | 12   | 13    | 79     | 60   | 68   | 77    | 9    | 70               | 65   | 71    |
| 熱量 (kJ)                  | 1528  | 1528 | 1369  | 322    | 670  | 615  | 360   | 1419 | 494              | 511  | 469   |
| 蛋白质 (g)                 | 9.4   | 7.1  | 12.6  | 2.0    | 1.4  | 13.0 | 1.6   | 11.3 | 1.5              | 1.3  | 1.5   |
| 脂肪 (g)                   | 4.74  | 0.66 | 1.54  | 0.09   | 0.28 | 6.8  | 0.05  | 3.3  | 0.17             | 0.37 | 0.20  |
| 碳水化合物 (g)             | 74    | 80   | 71    | 17     | 38   | 11   | 20    | 75   | 28               | 32   | 26    |
| 膳食纖維 (g)               | 7.3   | 1.3  | 12.2  | 2.2    | 1.8  | 4.2  | 3     | 6.3  | 4.1              | 2.3  | 4.1   |
| 糖 (g)                     | 0.64  | 0.12 | 0.41  | 0.78   | 1.7  | 0    | 4.18  | 0    | 0.5              | 15   | 0.40  |
| 钙 (mg)                    | 7     | 28   | 29    | 12     | 16   | 197  | 30    | 28   | 17               | 3    | 43    |
| 铁 (mg)                    | 2.71  | 0.8  | 3.19  | 0.78   | 0.27 | 3.55 | 0.61  | 4.4  | 0.54             | 0.6  | 0.55  |
| 鎂 (mg)                    | 127   | 25   | 126   | 23     | 21   | 65   | 25    | 0    | 21               | 37   | 33    |
| 磷 (mg)                    | 210   | 115  | 288   | 57     | 27   | 194  | 47    | 287  | 55               | 34   | 84    |
| 钾 (mg)                    | 287   | 115  | 363   | 421    | 271  | 620  | 337   | 350  | 816              | 499  | 591   |
| 钠 (mg)                    | 35    | 5    | 2     | 6      | 14   | 15   | 55    | 6    | 9                | 4    | 11    |
| 锌 (mg)                    | 2.21  | 1.09 | 2.65  | 0.29   | 0.34 | 0.99 | 0.3   | 0    | 0.24             | 0.14 | 0.23  |
| 铜 (mg)                    | 0.314 | 0.22 | 0.434 | 0.11   | 0.10 | 0.13 | 0.15  | -    | 0.18             | 0.08 | 0.172 |
| 锰 (mg)                    | 0.485 | 1.09 | 3.985 | 0.15   | 0.38 | 0.55 | 0.26  | -    | 0.40             | -    | 0.383 |
| 硒 (μg)                    | 15.5  | 15.1 | 70.7  | 0.3    | 0.7  | 1.5  | 0.6   | 0    | 0.7              | 1.5  | 0.7   |
| 维生素C (mg)               | 0     | 0    | 0     | 19.7   | 20.6 | 29   | 2.4   | 0    | 17.1             | 18.4 | 4.5   |
| 硫胺(維生素B1) (mg)        | 0.385 | 0.58 | 0.383 | 0.08   | 0.09 | 0.44 | 0.08  | 0.24 | 0.11             | 0.05 | 0.095 |
| 核黃素(維生素B2) (mg)      | 0.201 | 0.05 | 0.115 | 0.03   | 0.05 | 0.18 | 0.06  | 0.14 | 0.03             | 0.05 | 0.025 |
| 烟酸(維生素B3) (mg)        | 3.627 | 4.19 | 5.464 | 1.05   | 0.85 | 1.65 | 0.56  | 2.93 | 0.55             | 0.69 | 0.60  |
| 泛酸(維生素B5) (mg)        | 0.424 | 1.01 | 0.954 | 0.30   | 0.11 | 0.15 | 0.80  | -    | 0.31             | 0.26 | 0.30  |
| 吡哆素(維生素B6) (mg)      | 0.622 | 0.16 | 0.3   | 0.30   | 0.09 | 0.07 | 0.21  | -    | 0.29             | 0.30 | 0.28  |
| 葉酸(維生素B9) (總量) (μg) | 19    | 231  | 38    | 16     | 27   | 165  | 11    | 0    | 23               | 22   | 22    |
| 維生素A (IU)               | 214   | 0    | 9     | 2      | 13   | 180  | 14187 | 0    | 138              | 1127 | 76    |
| 維生素E, α-生育酚 (mg)     | 0.49  | 0.11 | 1.01  | 0.01   | 0.19 | 0    | 0.26  | 0    | 0.39             | 0.14 | 2.38  |
| 維生素K (μg)               | 0.3   | 0.1  | 1.9   | 1.9    | 1.9  | 0    | 1.8   | 0    | 2.6              | 0.7  | 1.0   |
| β-胡蘿蔔素 (μg)            | 97    | 0    | 5     | 1      | 8    | 0    | 8509  | 0    | 83               | 457  | 35    |
| 葉黃素+玉米黃質 (μg)       | 1355  | 0    | 220   | 8      | 0    | 0    | 0     | 0    | 0                | 30   | 0     |
| 飽和脂肪酸 (g)             | 0.667 | 0.18 | 0.269 | 0.03   | 0.07 | 0.79 | 0.02  | 0.46 | 0.04             | 0.14 | 0.041 |
| 單元不飽和脂肪酸 (g)       | 1.251 | 0.21 | 0.2   | 0.00   | 0.08 | 1.28 | 0.00  | 0.99 | 0.01             | 0.03 | 0.016 |
| 多元不飽和脂肪酸 (g)       | 2.163 | 0.18 | 0.627 | 0.04   | 0.05 | 3.20 | 0.01  | 1.37 | 0.08             | 0.07 | 0.083 |

1. ↑  黃玉米
2. ↑  白的,長粒,一般,生稻米
3. ↑  硬的,紅的,冬小麥
4. ↑  生馬鈴薯（肉和皮）
5. ↑  生樹薯
6. ↑  生綠大豆
7. ↑  生番薯
8. ↑  生高粱
9. ↑  生薯蓣
10. ↑  生香蕉
11. ↑  生芋头

### 料理

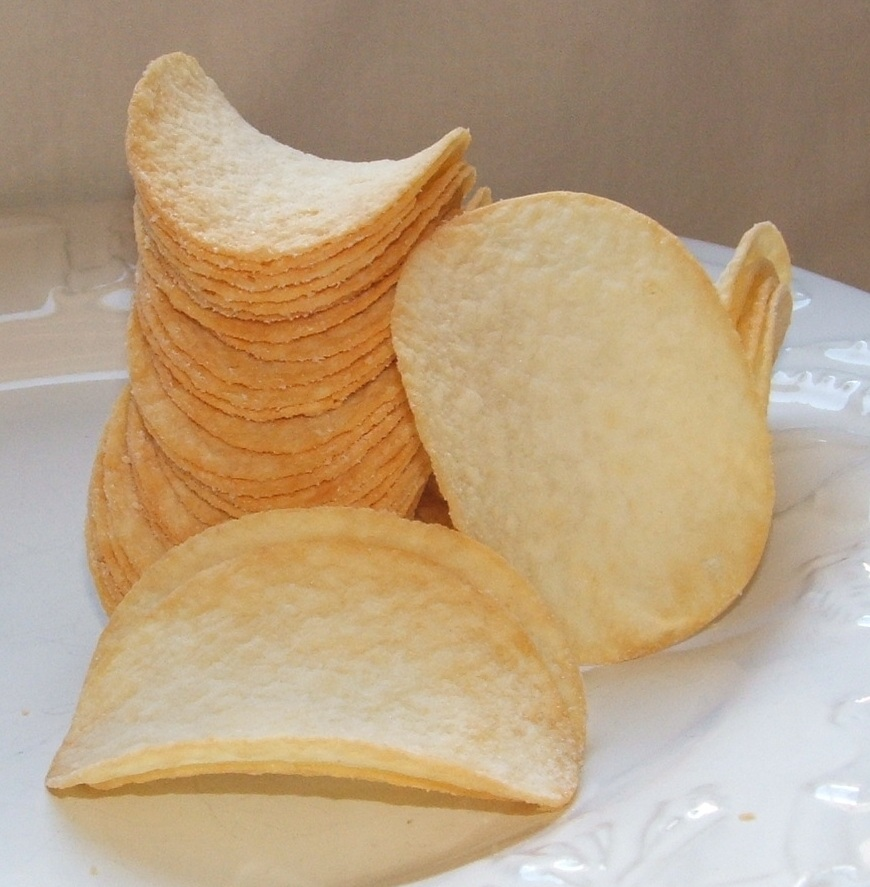
馬鈴薯片
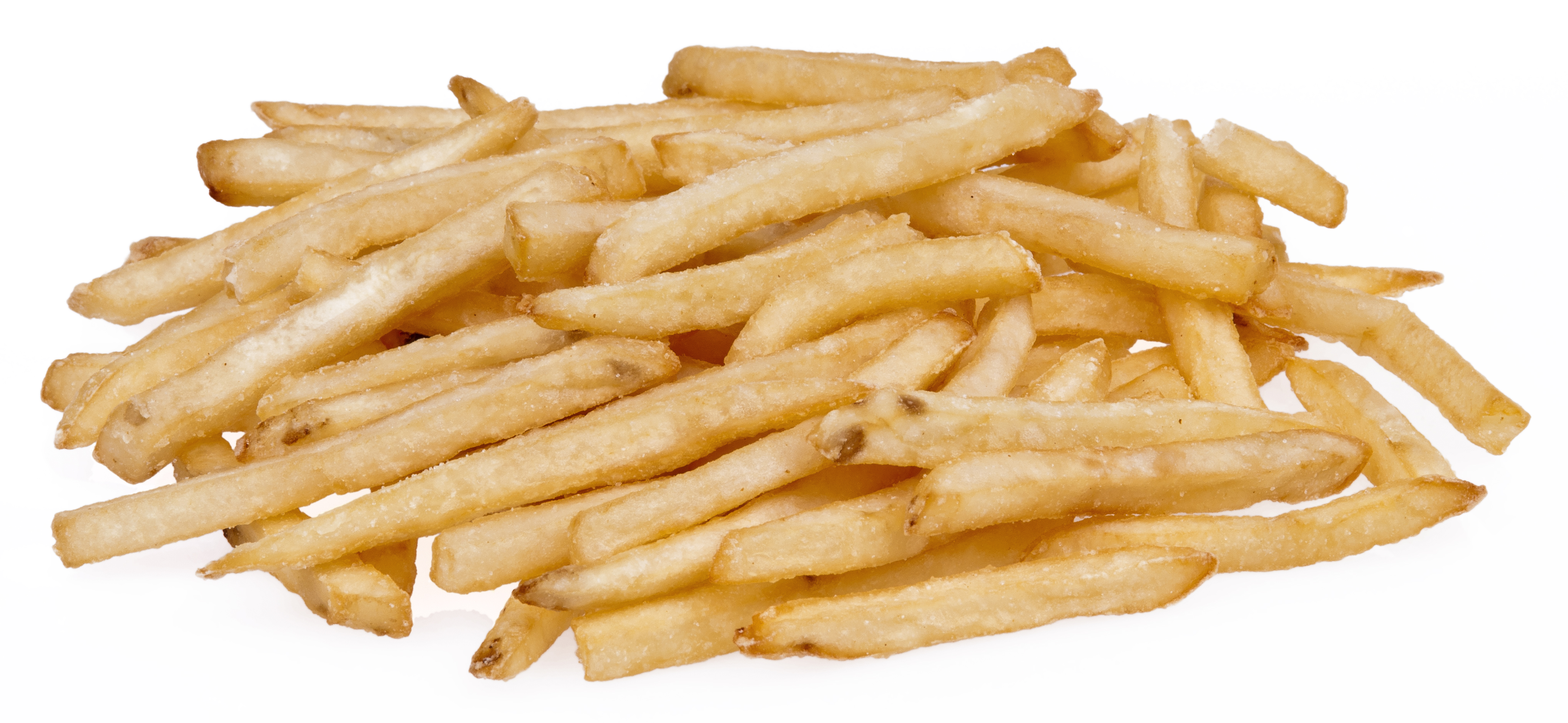
薯条
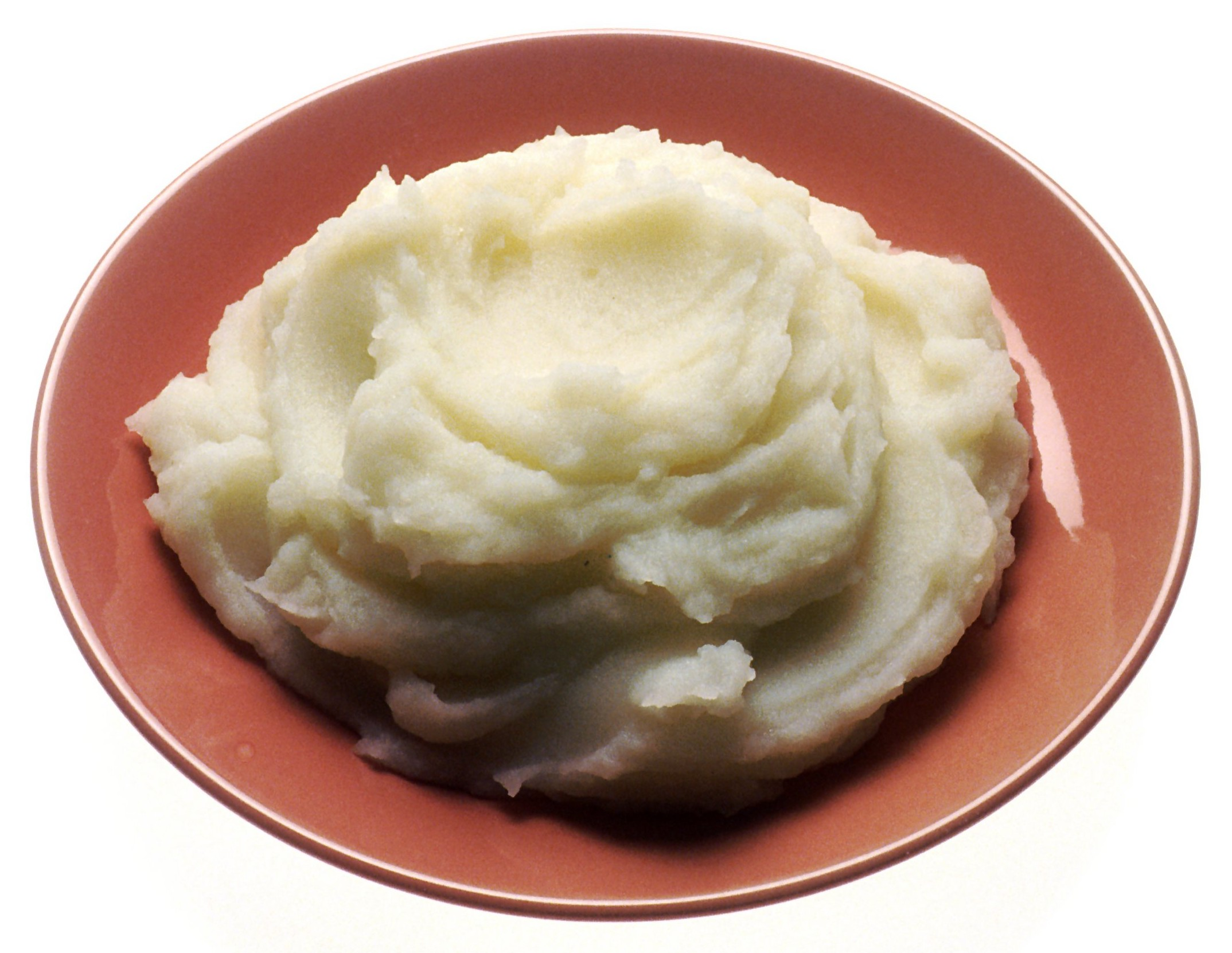
馬鈴薯泥
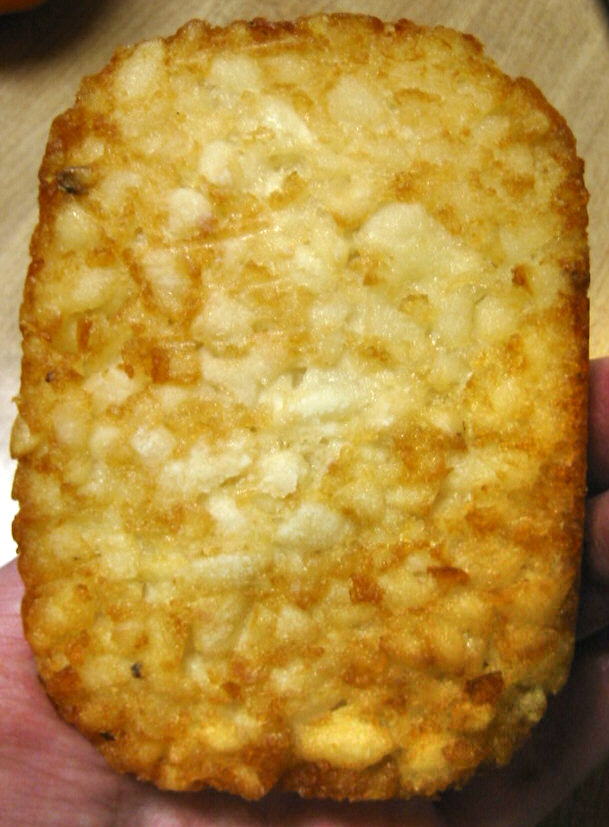
薯饼
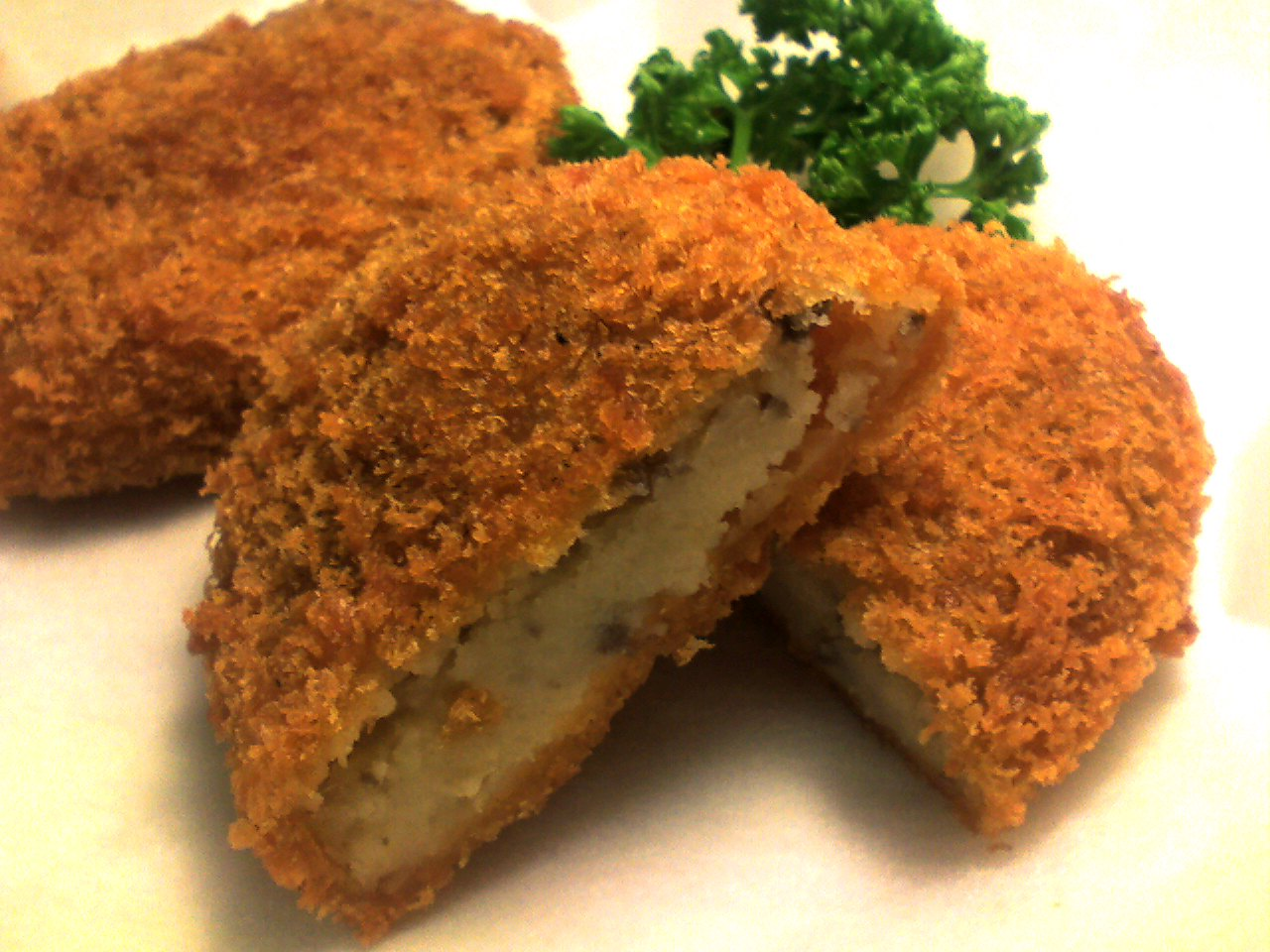
可乐饼
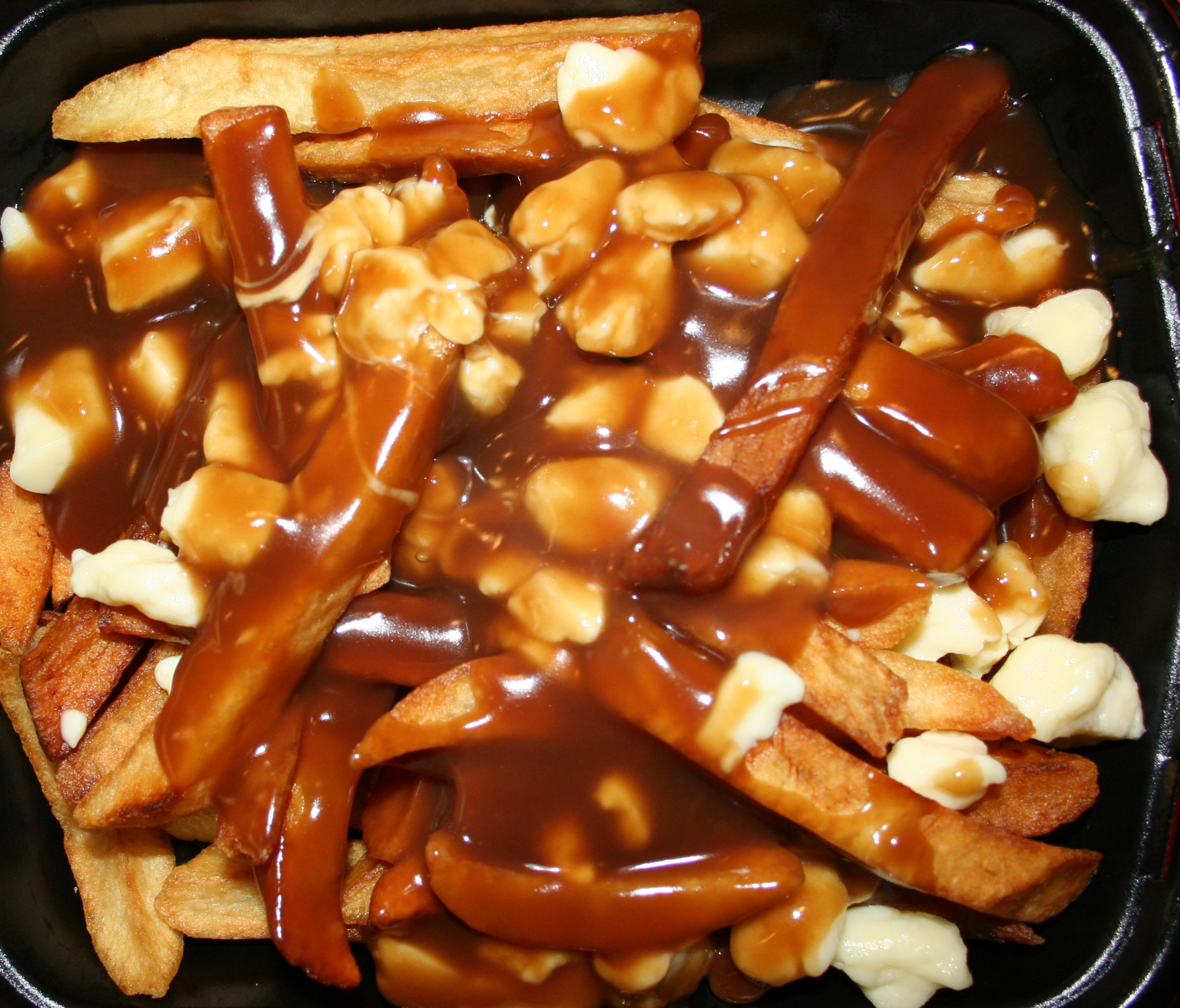
肉汁奶酪薯条
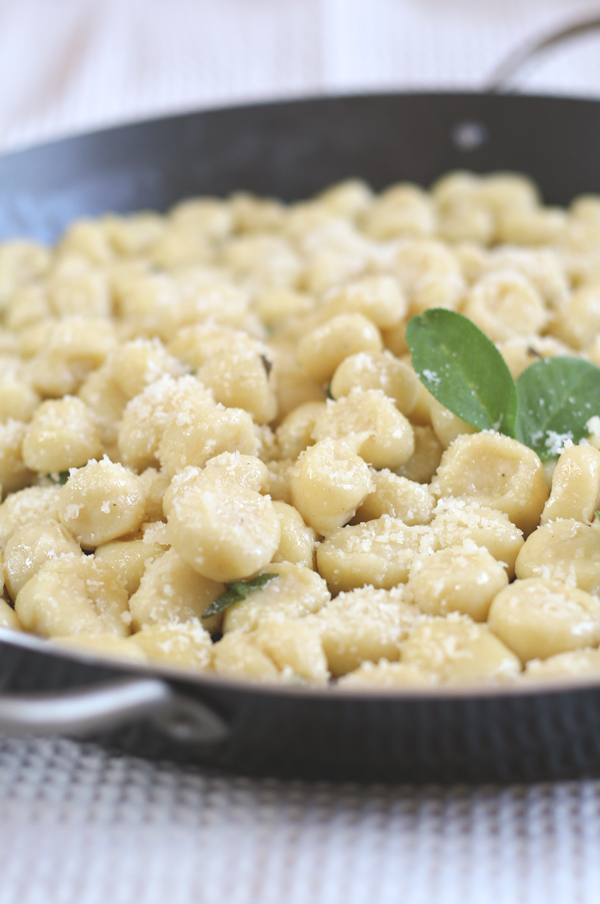
玉棋
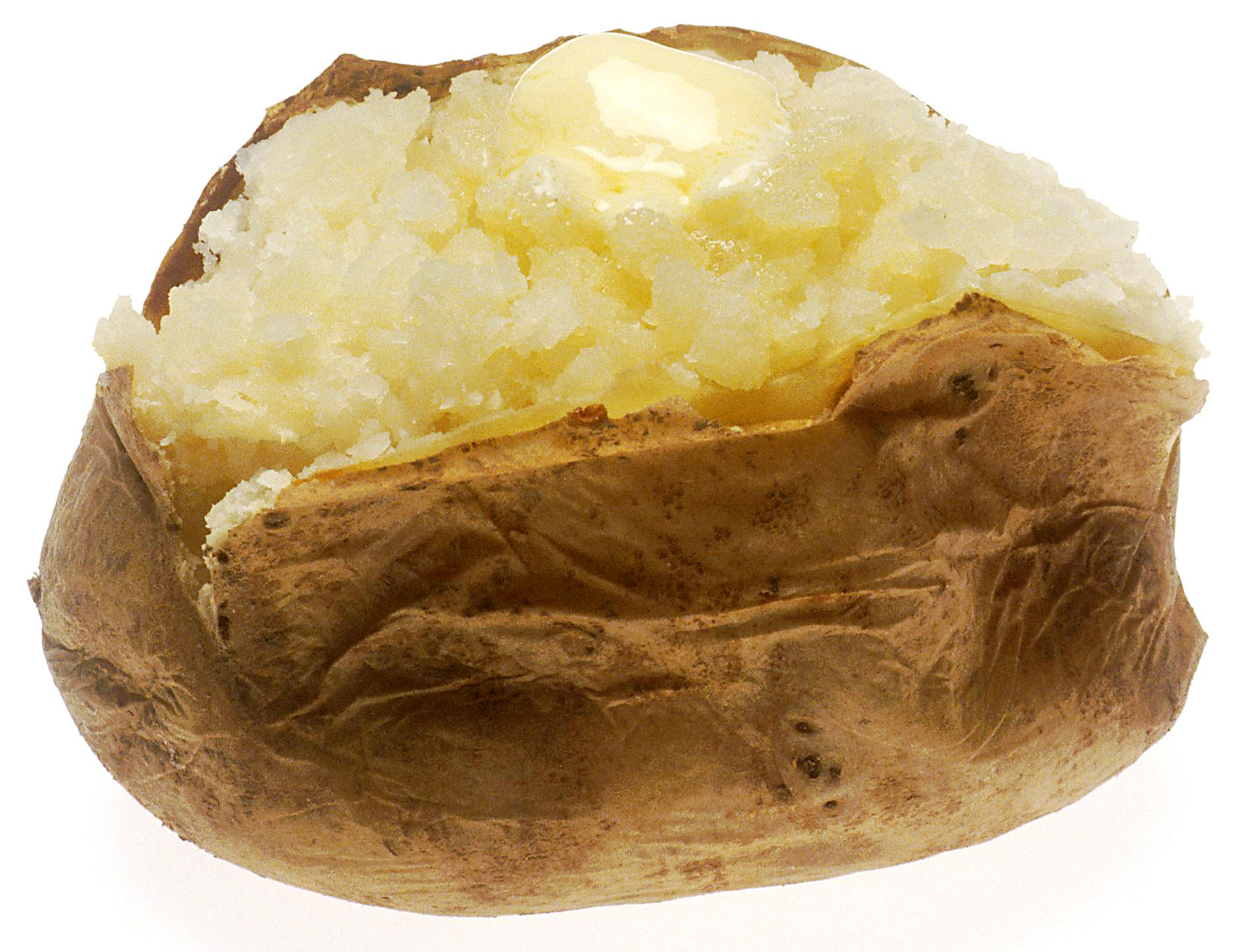
牛油烤馬鈴薯
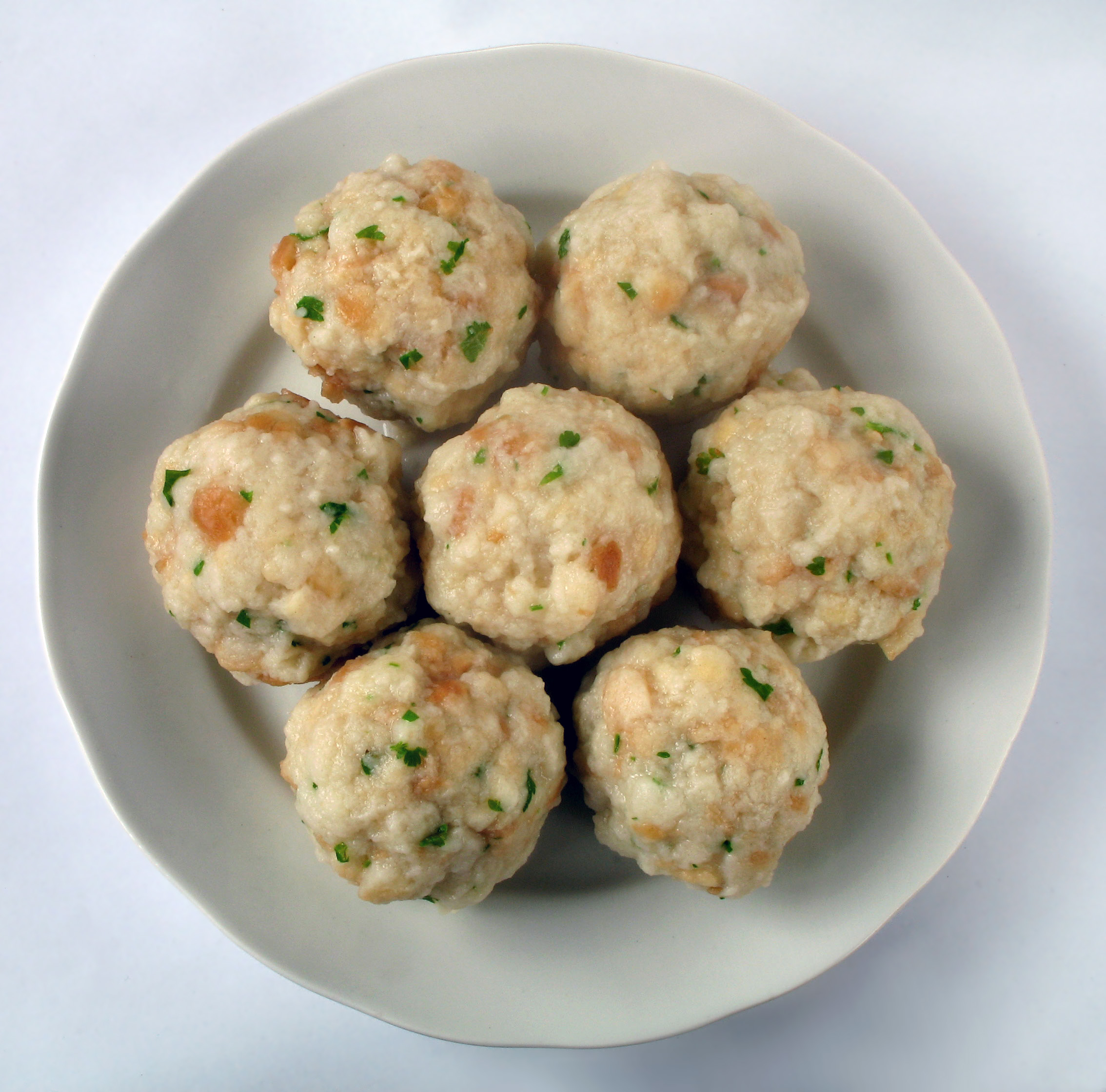
馬鈴薯丸子
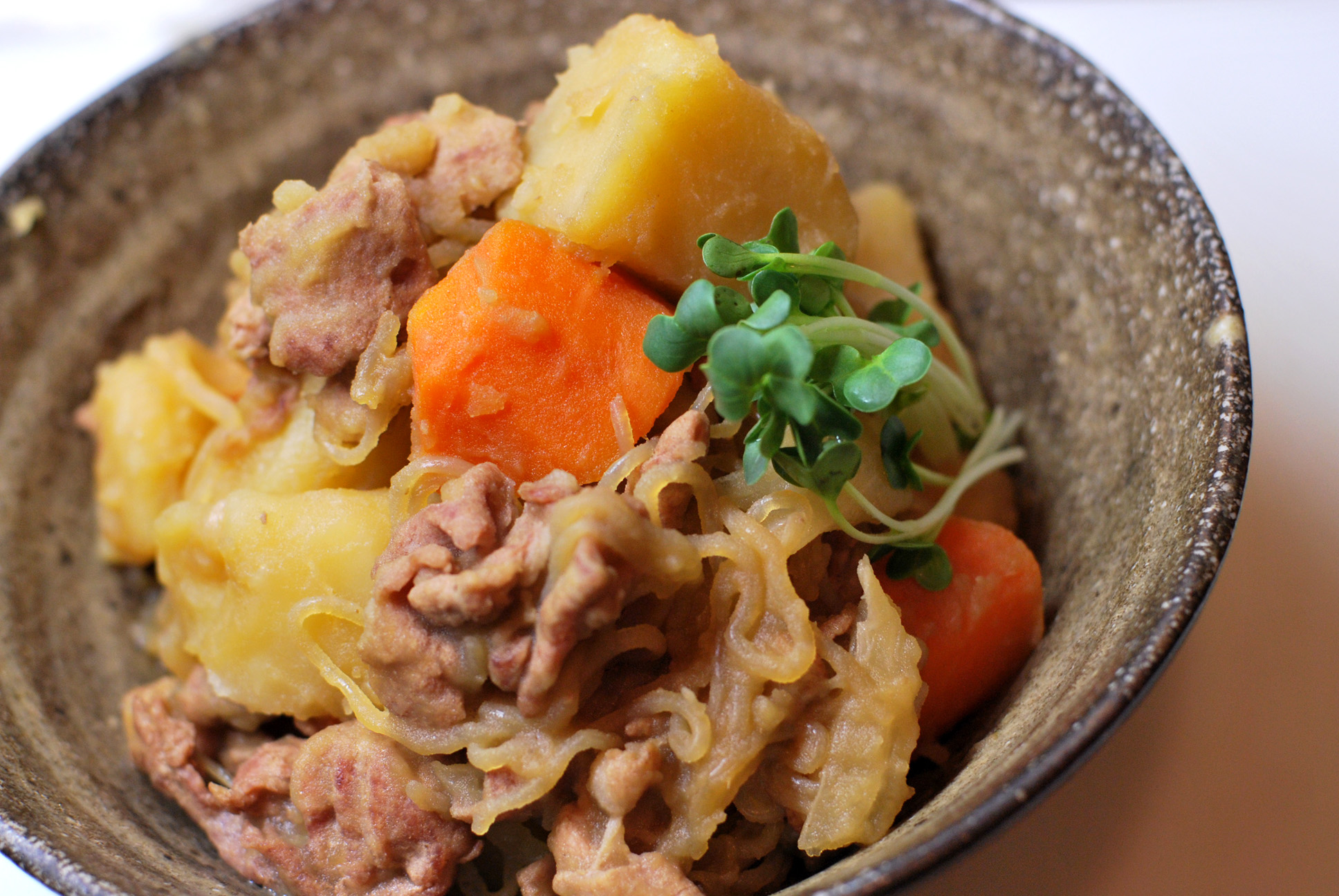
日式馬鈴薯燉肉
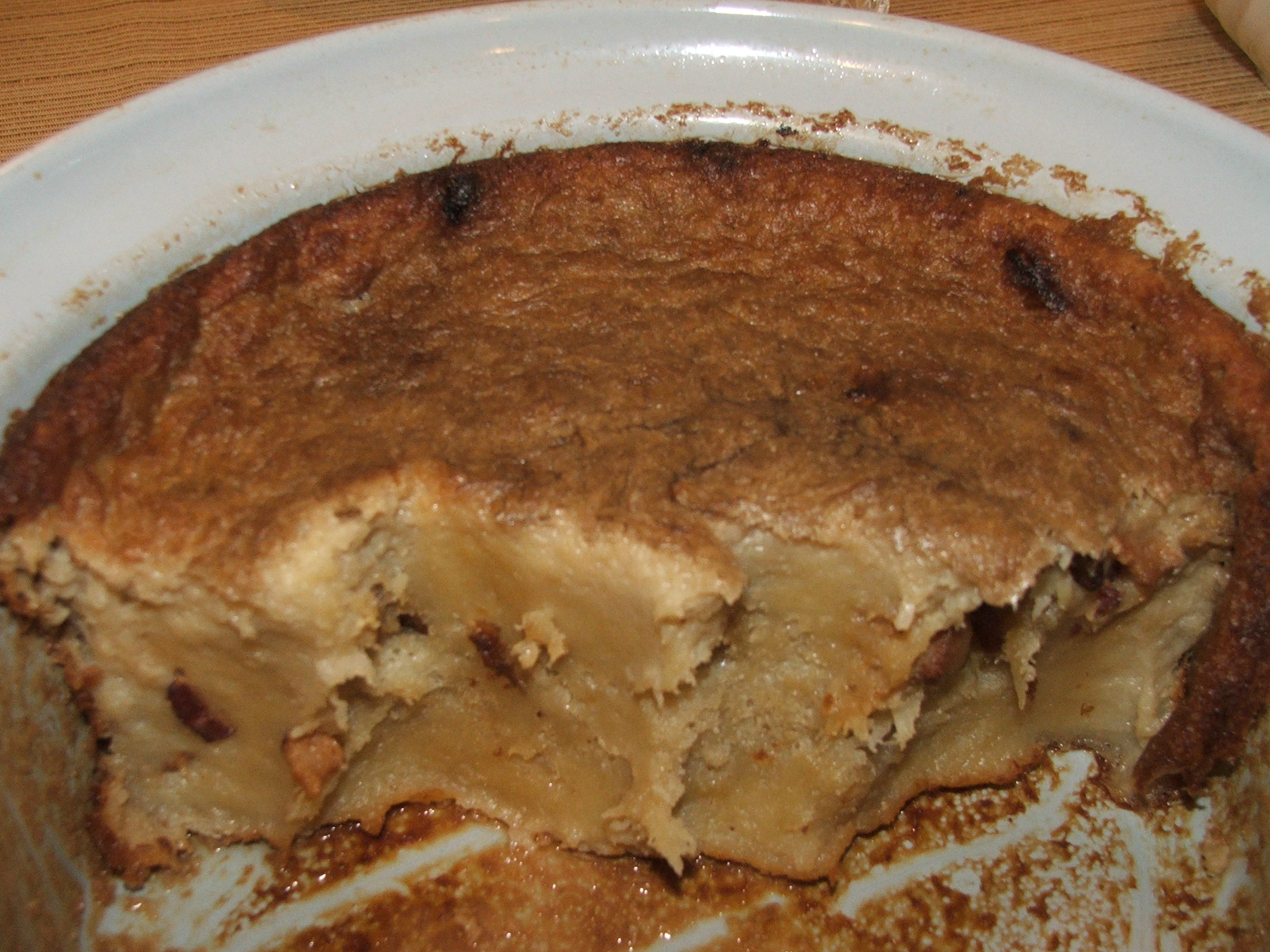
馬鈴薯巴布卡
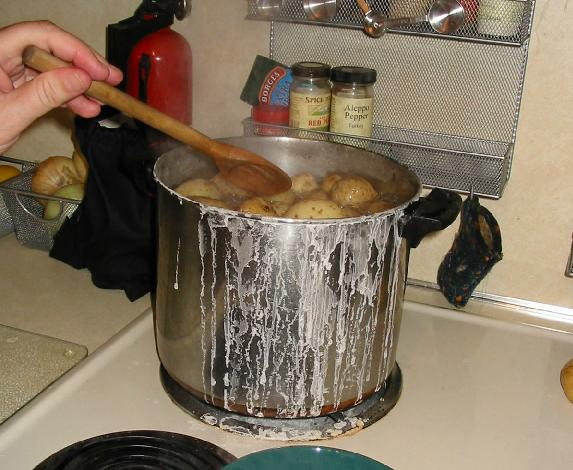
鹽煮馬鈴薯
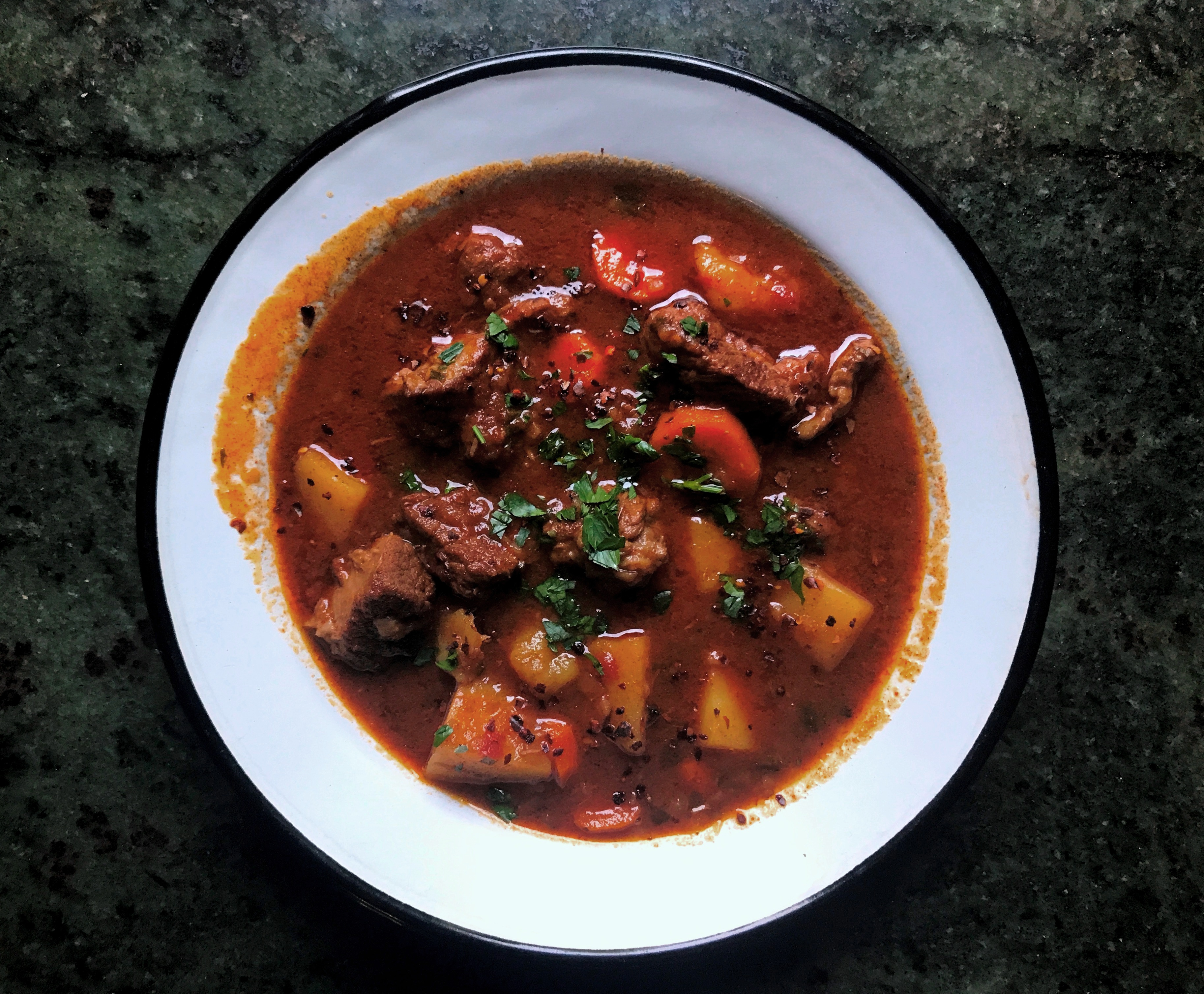
匈牙利汤

## 其它
- 《吃馬鈴薯的人》是荷兰后印象派画家文森特·梵高创作于1885年的一幅油画[25]。
- 在瑞典哥德堡市中心的一个小广场上，矗立着一座青铜塑像，俗称吃馬鈴薯者的塑像。他就是约拿斯·阿尔斯特鲁玛——著名的吃馬鈴薯者[26]。
- 国际馬鈴薯中心（英语：International Potato Center）的秘鲁研究员卡洛斯·奥丘阿（英语：Carlos M. Ochoa），他用其一生检索了多个馬鈴薯的品种，甚至因为这个工作遇到恐怖分子、黑社会及火山喷发使自己的生命处于危险，因此而获得“馬鈴薯的印第安纳·琼斯”的称号。
- 联合国大会：秘鲁的倡议，2008年被定为“国际馬鈴薯年”。那一年举办了各种不同的活动来提升对这种源自安第斯的产物带来的利益的认识，可促进食品安全发展和努力在千年发展目标地区根除贫困。
- 在《What If？2 史上25起重要事件的另一種可能》一書，寫作出「假如歐洲人沒有在祕魯發現馬鈴薯」的另類糧食故事。